# Volotea
Volotea is een Spaanse luchtvaartmaatschappij die haar hoofdkantoor in Castrillón heeft. De eerste hub van Volotea bevindt zich echter niet in Spanje, maar op Luchthaven Venetië Marco Polo.
Volotea is opgericht door Carlos Muñoz en Lázaro Ros. Dit duo heeft in 2004 ook al Vueling opgericht. De naam Volotea is afgeleid van het Spaanse woord revolotear dat rondvliegen betekent. De maatschappij begon de vliegdiensten met oudere Boeing 717 toestellen.
De luchtvaartmaatschappij is lid van de European Low Fares Airline Association (ELFAA), een samenwerking tussen Europese lowcost maatschappijen, waartoe ook Ryanair en Vueling behoren.

## Vloot
De vloot van Volotea bestaat uit de volgende toestellen (mei 2025):
| Vliegtuigen     | In dienst | Bestellingen | Passagiers | Opmerkingen |
| --------------- | --------- | ------------ | ---------- | ----------- |
| Airbus A319-100 | 17        | 0            | 156        | –           |
| Airbus A320-200 | 23        | 1            | 180        | –           |
| Totaal          | 40        | 1            |            |             |